# اثر هال اسپین کوانتومی
حالت هال اسپین کوانتومی یک حالت ماده است که در نیمه‌هادی‌ها دوبعدی وجود دارد که دارای رسانایی اسپین هال کوانتیزه‌شده و رسانایی هال بار محو شونده هستند. حالت اسپین کوانتومی هال ماده، خوایشاوند حالت عدد صحیح  هال کوانتومی است که نیازی به اعمال میدان مغناطیسی بزرگ ندارد. حالت هال اسپین کوانتومی تقارن حفظ بار و تقارن حفظ اسپین-{\displaystyle S_{z}} را نمی شکند.

## توضیح
اولین بار حالت هال اسپین کوانتومی توسط چارلز ال. کین و ژن مل پیشنهاد شد.